# Friedhelm Ernst
Friedhelm Ernst (* 19. April 1946 in Heidelberg; † 11. Mai 2015 ebenda) war ein deutscher Politiker (FDP). Von 2009 bis 2011 war er Abgeordneter im Landtag von Baden-Württemberg.

## Leben
Ernst besuchte nach der Volksschule in Bruchsal für neun Jahre das Schönborn-Gymnasium, an dem er das Abitur machte. Nach dem Abitur folgte ein zweijähriges Praktikum in einer Apotheke in Bruchsal, bevor er von 1968 bis 1971 Pharmazie studierte. Nach seinem Studium eröffnete er 1972 eine eigene Apotheke. In seiner Freizeit studierte er währenddessen für sechs Semester an der Universität Heidelberg Theologie, ohne einen Abschluss zu machen. Von 1998 bis 2001 studierte er traditionelle chinesische Medizin in Würzburg.

## Politik
Ernst war Mitglied der FDP und stellvertretender Vorsitzender des FDP-Ortsverbands in Bruchsal und war seit 1980 Mitglied des dortigen Gemeinderats, wo er seit 2004 Fraktionsvorsitzender war. Von 1994 bis 1997 war Ernst Mitglied des Kreistags, schied allerdings aus gesundheitlichen Gründen aus. Im Jahr 2004 zog er erneut in den Kreistag ein und schied 2008 auf eigenen Wunsch aus. Am 8. September 2009 rückte er für den Abgeordneten Michael Theurer in den Landtag von Baden-Württemberg nach, wo er Mitglied des Sozialausschusses und des Petitionsausschusses war. Bei der Landtagswahl 2011 verfehlte er den Wiedereinzug in den Landtag. Ernst war Ehrenmitglied der FDP Bruchsal und der FDP Karlsruhe-Land.
| Personendaten    | Personendaten                  |
| ---------------- | ------------------------------ |
| NAME             | Ernst, Friedhelm               |
| KURZBESCHREIBUNG | deutscher Politiker (FDP), MdL |
| GEBURTSDATUM     | 19. April 1946                 |
| GEBURTSORT       | Heidelberg                     |
| STERBEDATUM      | 11. Mai 2015                   |
| STERBEORT        | Heidelberg                     |